# Browar Jerzego Bojańczyka we Włocławku
Browar Bojańczyka we Włocławku – zespół fabryczny XIX-wiecznego zabytkowego Browaru Bojańczyka z lat 1832-1880. Składa się z 5 budynków: głównego budynku Browaru, trzech magazynów oraz Domu Zarządcy.
 Obiekt wpisany jest do rejestru zabytków pod nr rej.: 413/A z 12.06.1998

## Historia
Browar został założony w 1832 roku przez Kazimierza Bojańczyka. Pierwotnie produkowano tu wódkę, a następnie piwo w ilościach kilkuset beczek rocznie. Browar był jednym z największych w mieście, pozostając w gestii rodziny Bojańczyków nawet po śmierci Kazimierza, gdy właścicielem został syn Rafał, a po nim jego syn Wincenty. W 1866 roku, kiedy to Rafał Bojańczyk prowadził browar, wiadro piwa kosztowało 30 kopiejek. Od czasu powstania, Browar był stopniowo rozbudowywany. Jako pierwszy powstał główny budynek Browaru wybudowany w 1832 roku, następnie, w 1878 roku, wybudowano trzy magazyny. Ostatnim obiektem, który wybudowano, jest Dom Zarządcy z 1880 roku.
Browar należał do rodziny Bojańczyków do czasu zakończenia II wojny światowej, kiedy to został znacjonalizowany. W tym czasie zmieniał właścicieli wśród rodziny. Do 1914 roku Browarem zarządzał Jerzy Bojańczyk. I wojna światowa spowodowało zahamowanie rozwoju Browaru i w 1921 Wincenty Bojańczyk sprzedał obiekt spółce akcyjnej, której założycielem był syn Jerzy. Produkcja piwa w 1927 roku wynosiła ok. 5600 hektolitrów.
Zakończenie II wojny światowej przyniosło za sobą nacjonalizację Browaru i jego zamknięcie. Po przejściu zespołu budynków na rzecz Skarbu Państwa, użytkowano je jako obiekty przeznaczone na magazyn, dystrybucję ryb oraz szwalnię.

## Budynki
Zespół fabryczny składa się z 5 budynków o różnych powierzchniach. Wszystkie obiekty wybudowano w latach 1832-1880.

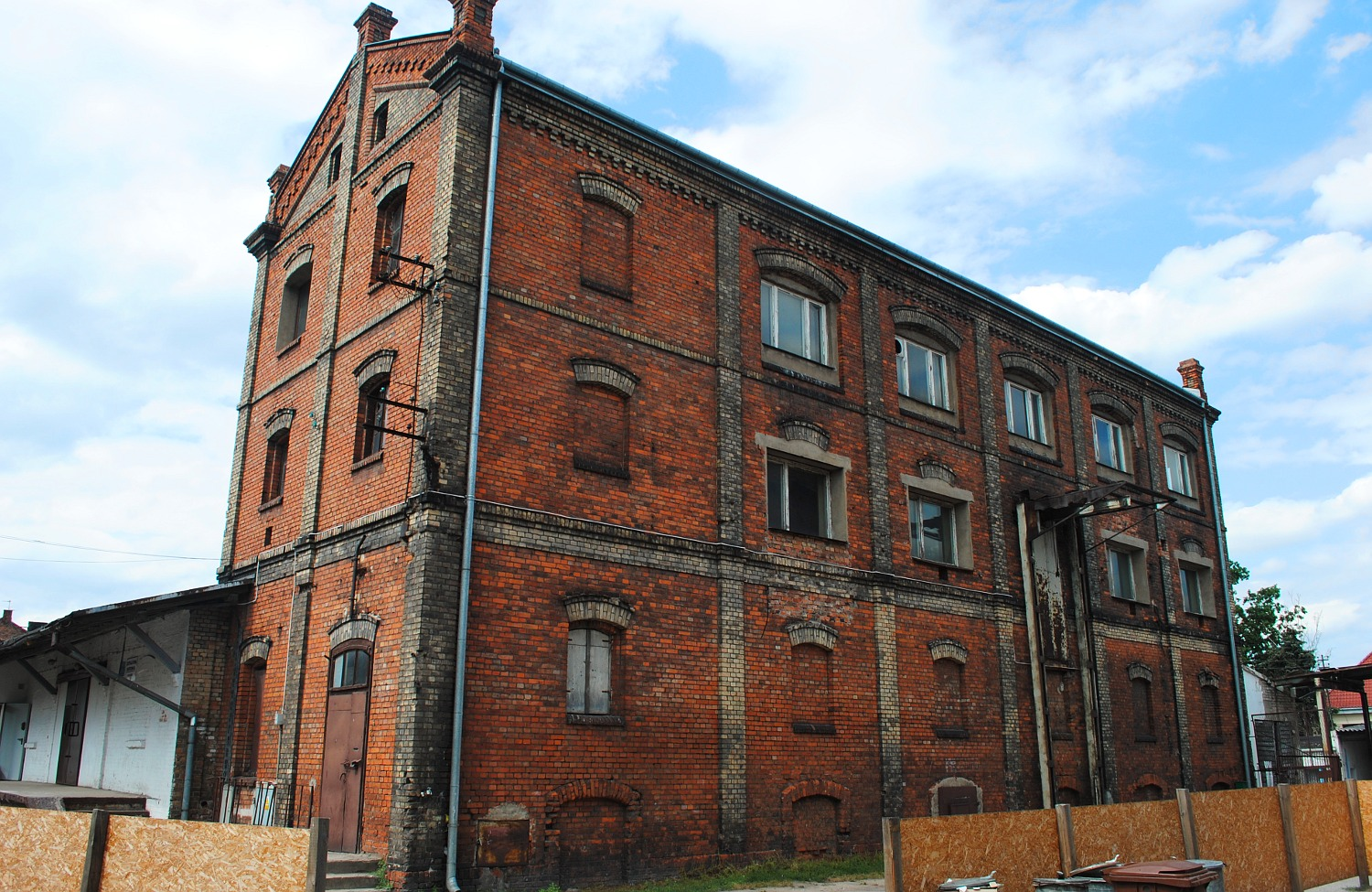
Budynek główny Browaru

### Budynek główny Browaru
Obiekt wybudowany w 1832 roku przez Kazimierza Bojańczyka jako pierwszy i zarazem główny obiekt Browaru.
Budynek jest wymurowany z czerwonej cegły palonej. Dla podkreślenia detalu architektonicznego w postaci lizen oraz gzymsów koronujących i kordonowych, w elewacjach zastosowano cegłę o jaśniejszym wybarwieniu. W elewacjach uroku dodają także blendy markujące okna, zwieńczone nadprożami odcinkowymi. Podziały elewacji są starannie zakomponowane z wyodrębnieniem elewacji szczytowych po formie dachu dwuspadowego. Elewacja frontowa na wprost wjazdu z ulicy Łęgskiej, dzięki trzem sterczynom wymurowanym z cegły, jest najbardziej reprezentacyjnym fragmentem budynku, wyraźnie dominującym nad pozostałymi obiektami. Walory architektoniczne Browaru są pomniejszane przez szereg dobudówek i przystawek, które w żaden sposób nie wkomponowują się w obiekt.

### Magazyn 1.
Magazyn wybudowany w 1878 roku.
Podobnie jak budynek główny Browaru, jest budynkiem czterokondygnacyjnym, wymurowanym z czerwonej palonej cegły. Kryty jest dachem dwuspadowym pod dachówką ceramiczną. Magazyn ma dostawioną do elewacji zachodniej bryłę, przeznaczoną na klatkę schodową. Ze względu na potrzeby użytkowe obiektu, występują w nim kondygnacje o różnych wysokościach.

### Magazyn 2.
Wybudowany w 1878 roku. Budynek magazynowy nr 2 wpisany do rejestru zabytków pod numerem 413/A z dnia 12.06.1998 r. jest obiektem wymurowanym z cegły palonej czerwonej na zaprawie wapiennej, tworzy z magazynem nr 3 i 1 fragment pierzei ul. Bechiego. Obiekt jest trzykondygnacyjny z częściowym podpiwniczeniem, choć z elewacji czyta się dwie kondygnacje nadziemne. Budynek zwieńczony dachem dwuspadowym na konstrukcji 

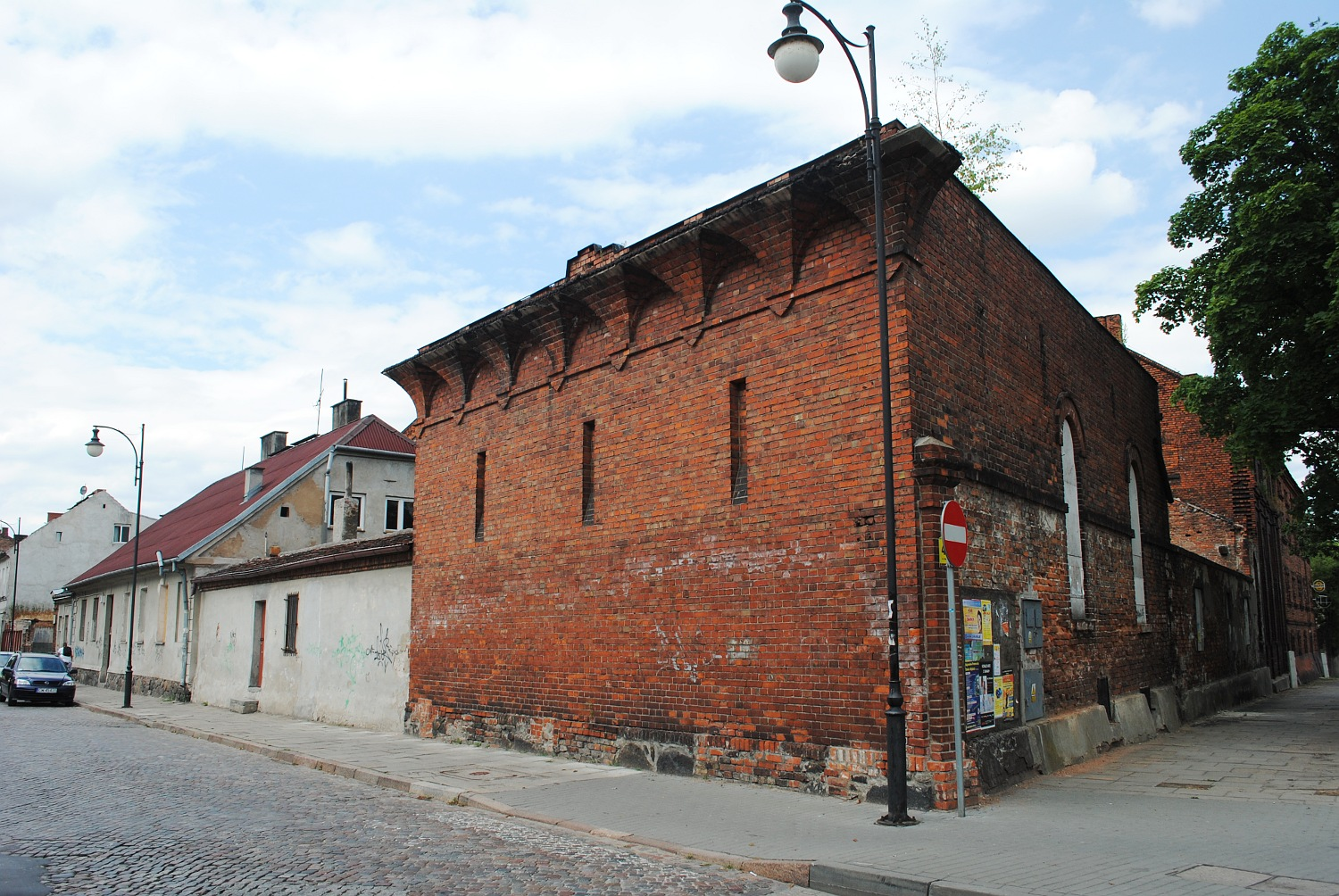
Od lewej: Dom Zarządcy, Magazyn 3.

drewnianej płatwiowo-jętkowej z dwoma ścianami stolcowymi pokryty papą asfaltową na deskach.

### Magazyn 3.
Budynek usytuowany jest wzdłuż ulicy Bechiego, w kierunku Łęgskiej. Budynek składa się z trzech segmentów: najmniejszego – pierwszego od Wisły, środkowego i narożnego. W elewacji budynku od ul. Łęgskiej występuje niespotykany w żadnym innym budynku Włocławka fryz zwieńczający w postaci wymurowanego wspornikowo baldachimu o motywie ostrołuków, wyraźnie nawiązujący do tendencji neogotyku.

### Dom Zarządcy
Jest jedynym budynkiem przeznaczonym od samego początku do pełnienia funkcji mieszkalnych i w taki sposób jest eksploatowany do dzisiaj. Mieszka tu obecnie 7 rodzin. Układ konstrukcyjno-przestrzenny domu jest typowy jeszcze dla zabudowy osiemnastowiecznej ze środkową ścianą nośną kominową i pomieszczeniami amfiladowymi.

## Rewitalizacja

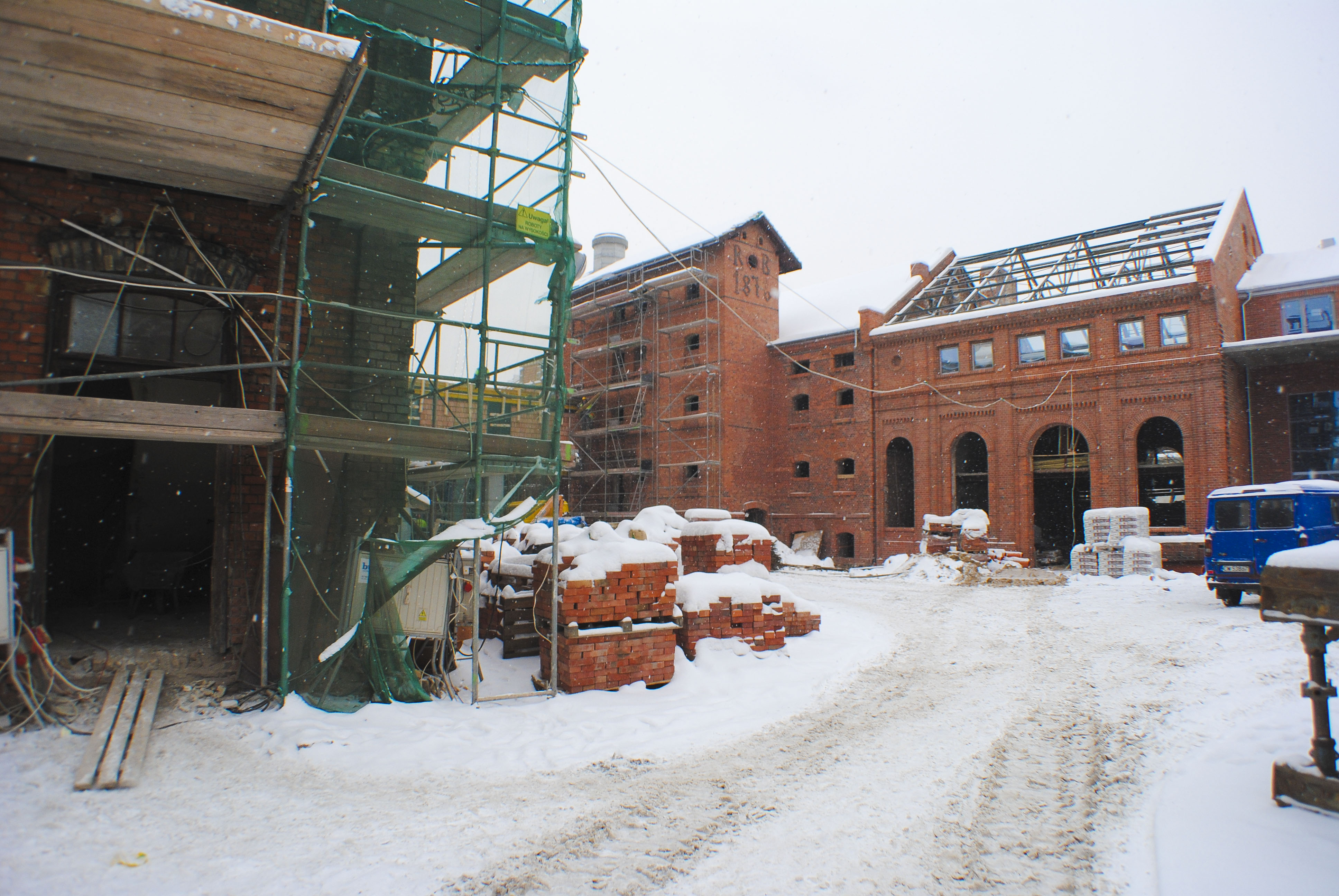
Prace budowlane

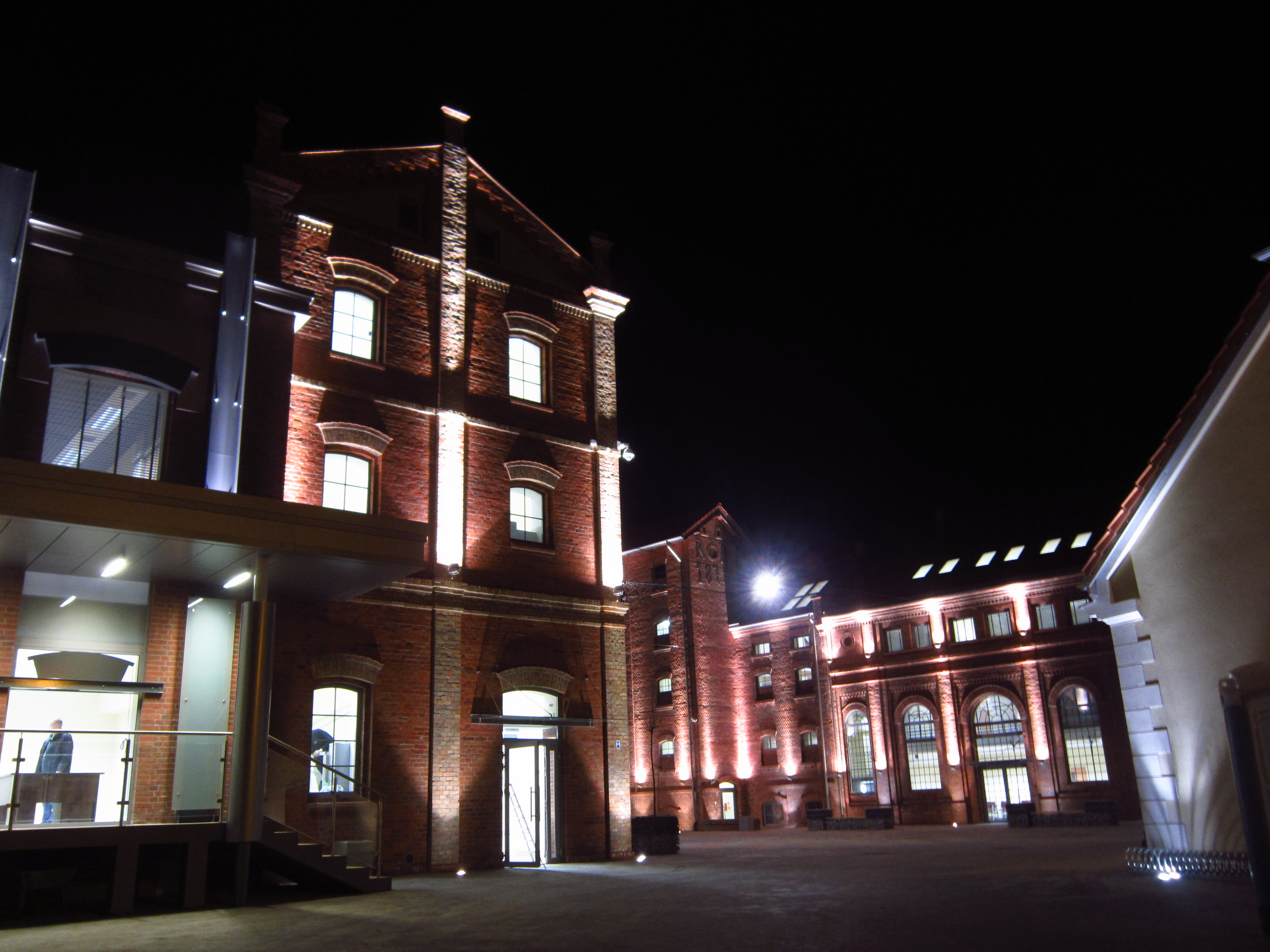
Iluminacja przebudowanego Browaru

Rewitalizacja zabytkowych obiektów browaru stała się jednym z priorytetów Urzędu Miasta Włocławek. Realizacja projektu w związku z licznymi problemami przeciągała się w czasie. Miasto przez długi czas miało problem z wywłaszczeniem ostatniej nieruchomości składającej się na cały kompleks (samorząd bowiem nie był właścicielem całości obiektów). Miasto postanowiło przejąć od prywatnego właściciela legalnie nabytą od miasta w 2003 r. nieruchomość przy ul. Łęgskiej 28, powołując się na klauzulę prawa odkupu w umowie sprzedaży. Ostateczna decyzja o własności działki zapadła w Sądzie Apelacyjnym w Gdańsku, który ustanowił samorząd Włocławka właścicielem nieruchomości.
Projekt rewitalizacji tego miejsca zakłada rozbiórkę niektórych obiektów, które nie stanowią wartości historycznej. W ich miejsce powstanie nowa zabudowa, nawiązująca architekturą do ceglanych fasad historycznych obiektów. Po zakończonej przebudowie, w tym miejscu zostanie uruchomione Centrum Kultury Browar B. W obiektach znajdą się liczne powierzchnie ekspozycyjne, pomieszczenia dydaktyczne, duża sala taneczna, sala widowiskowa oraz sale konferencyjne i wielofunkcyjne.
W Centrum będą odbywały się m.in. zajęcia pozalekcyjne dla uczniów z sąsiadujących z budynkiem szkół. W obiekcie znajdą się sale komputerowe oraz przeznaczone do kształcenia językowego. Będzie to przedsięwzięcie skierowane do instytucji, organizacji pozarządowych oraz stowarzyszeń, które będą mogły tam realizować swoją statutową działalność w ww. zakresie. W budynkach znajdą się też pomieszczenia, w których będą odbywać się zajęcia nauki tańca, śpiewu oraz fotografii, a także spotkania integracyjne.
30 grudnia 2011 roku w budynku Urzędu Miasta Włocławek, po przeprowadzonym postępowaniu przetargowym, podpisano umowę z wykonawcą przebudowy, firmą Molewski z Chodcza. Wartość realizowanego projektu wynosi 37 milionów 547 tysięcy złotych, a termin zakończenia robót, określony w umowie, przypada na 30 września 2013 roku. Inwestycja objęta jest dofinansowaniem Europejskiego Funduszu Rozwoju Regionalnego w ramach Regionalnego Programu Operacyjnego Województwa Kujawsko-Pomorskiego na lata 2007-2013, które wynosi 18 mln 469 tysięcy złotych.
Oficjalne otwarcie Centrum Kultury Browar B nastąpiło 16 maja 2014 roku.